# Herbert Gute
Herbert Georg Gute (* 30. August 1905 in Dresden; † 18. November 1975 ebenda) war ein deutscher Politiker und Oberbürgermeister der Stadt Dresden von 1958 bis 1961.

## Leben und Werk
Herbert Gute war der Sohn eines Buchhalters. Er besuchte in Dresden die Dreikönigsschule und machte eine Lehre zum Zimmermann. An der Staatlichen Akademie für Kunstgewerbe studierte er ab 1924. Von 1925 bis 1926 hatte er in Dresden eine Anstellung als Werbegrafiker, ehe er sich in diesem Fach selbständig machte.
1928 trat Gute der KPD bei. Er war in der Agitprop-Gruppe Rote Rakete aktiv. 1929 war er Mitbegründer der Dresdener Gruppe der Assoziation revolutionärer bildender Künstler Deutschlands (ASSO), deren I. Vorsitzender er wurde. Von 1931 bis 1933 war er Vorsitzender der Marxistischen Arbeiterschule (MASCH). Er betätigte sich gelegentlich künstlerisch.
Nach der Machtergreifung 1933 baute er in Dresden ein Untergrundquartier der KPD auf. Er wurde von der Gestapo verhaftet, saß in Gefängnissen in Dresden, Waldheim und Zeithain ein und wurde kurz vor Ende des Zweiten Weltkriegs in das KZ Buchenwald verbracht.
Nach dem Krieg baute er 1945 die KPD-Agitationsabteilung auf. Er wurde Ministerialdirektor in der Deutschen Verwaltung für Volksbildung und dort Leiter für Volksbildung, Kunst und Literatur. Von 1949 bis 1950 hatte Gute eine Professur an der Kunsthochschule Berlin-Weißensee und ab 1951 am Institut für Kunsterziehung der Humboldt-Universität in Berlin. Dort war u. a. Gerhard Franke sein Schüler.
Gemeinsam mit Martin Hänisch schuf Gute den Entwurf für das Staatswappen der DDR. Er war Mitglied des Verbands Bildender Künstler der DDR.
Das ZK der SED berief ihn 1958 zum Dresdner Oberbürgermeister. Im Amt hatte er mit verschiedenen Problemen zu kämpfen, unter anderem mit der mangelnden Produktivität der Wirtschaft Dresdens sowie dem Wohnungsmangel. Mit seiner Selbstkritik – „Wir haben nicht in ständigem Kontakt mit den Massen gestanden.“ – machte er sich viele Feinde in der eigenen Partei. Als er 1960 erkrankte, wurde seine Absetzung vom ZK vorangetrieben. Am 14. Juni 1961 enthob man ihn des Amtes als OB, womit seine politische Karriere beendet war. Er arbeitete noch ein Jahr als Leiter des DEFA-Studios für Trickfilme, zog sich dann aber zurück und konzentrierte sich auf seine schriftstellerische Tätigkeit.
1958 und 1970 wurde er mit dem Vaterländischen Verdienstorden in Silber ausgezeichnet. 1965 erhielt er den Orden Banner der Arbeit.
Gute wurde im Ehrenhain des Dresdner Heidefriedhofs beigesetzt.

## Bildliche Darstellung Gutes in der DDR

### Darstellung in der bildenden Kunst
- Irena Zimmermann-Rabinowicz: Bildnis Herbert Gute (Öl auf Leinwand, 111 × 87 cm, Galerie Neue Meister Dresden)[5]

### Fotografische Darstellung
- wohl Erich Pohl: 1. Sozialistische Künstlerbrigade Rammenau. Begutachtung von Arbeiten für die 3. Deutsche Kunstausstellung Dresden (1952/1953)[6]

## Werke (Auswahl)

### Schriftstellerische Arbeiten Gutes
- A. Th. Steinlens Vermächtnis. Henschelverlag, Berlin, 1954

- Künstler im Alltag des Klassenkampfes. In: Bildende Kunst, Berlin, Heft 11/1958, S. 736–741 (Essay über die ASSO Dresden)

- Vom Charakter der Persönlichkeit im Schaffen Eva Schulze-Knabes. In: Bildende Kunst, Berlin, 1962, S. 178–184
- Die Assoziation revolutionärer bildender Künstler Dresdens. In: Dresdener Kunstblätter, 11.1967, Heft 5/6, S. 66–68

- Partisanen ohne Gewehre. Ein Tagebuch aus der Erinnerung. Deutscher Militärverlag Berlin 1970.

### Bildende Kunst
- Logenschließer (Zeichnung, um 1928)[7]